# خیر در برابر شر
خیر در برابر شر (انگلیسی: Good vs Evil) با نام قبلی G vs E یک مجموعه تلویزیونی آمریکایی در ژانر کمدی درام فراطبیعی است که نخستین فصل آن در تابستان و پاییز سال ۱۹۹۹ از یواس‌ای نتورک پخش شد. در فصل دوم، این مجموعه به شبکه سای فای منتقل شد و اوایل سال ۲۰۰۰ به نمایش درآمد. بازیگران اصلی این مجموعه کلیتون رونر، ریچارد بروکس و مارشال بل هستند.
در مجموعه خیر در برابر شر، گروهی از مأموران که در سازمانی مخفی به نام «سپاه» (The Corps) تحت فرمان بهشت فعالیت می‌کنند، در برابر «مورلاک‌ها» قرار می‌گیرند؛ گروهی از خبیثان که از جهنم آمده‌اند.
این مجموعه با سبکی خاص و حال‌وهوایی برگرفته از دهه ۱۹۷۰ ساخته شده و شباهت‌هایی به فیلم داستان عامه‌پسند از کوئنتین تارانتینو دارد. فضای مجموعه پرتحرک است و یادآور فیلم‌های بلک‌اسپلویتیشن آن دهه است. همچنین عناصری از ژانر جاسوسی علمی‌تخیلی را با فضای فرهنگی و روح زمانه ی پایان هزاره در دهه ۱۹۹۰ ترکیب می‌کند.